# Tabaszka
Tabaszka (bułg. Табашка) – wieś podlegająca administracyjnie pod obszar wsi Krywenik, w środkowej Bułgarii, w obwodzie Gabrowo, w gminie Sewliewo. Według danych Narodowego Instytutu Statystycznego, 31 grudnia 2011 roku wieś liczyła 56 mieszkańców.